# Niemisjärvi (sjö i Kuhmo, Kajanaland)
Niemisjärvi är en sjö i kommunen Kuhmo i landskapet Kajanaland i Finland. Sjön ligger 190,3 meter över havet. Den är 6,2 meter djup. Arean är 1,14 kvadratkilometer och strandlinjen är 11,76 kilometer lång. Sjön  ingår i Uleälvens huvudavrinningsområde.   Den ligger omkring 110 kilometer öster om Kajana och omkring 510 kilometer nordöst om Helsingfors. 